# Archosargus pourtalesii
Espèce
Statut de conservation UICN

 NT  : Quasi menacé
Archosargus pourtalesii est une espèce de poissons marins de la famille des Sparidés.